# Nuoto ai campionati mondiali di nuoto 2017 - 200 metri stile libero femminili
La gara di nuoto dei 200 metri stile libero femminili dei campionati mondiali di nuoto 2017 è stata disputata il 25 luglio e il 26 luglio presso la Duna Aréna di Budapest. Vi hanno preso parte 52 atlete provenienti da 43 nazioni.
La competizione è stata vinta dalla nuotatrice italiana Federica Pellegrini, mentre l'argento è andato ex aequo alla statunitense Katie Ledecky e all'australiana Emma McKeon.

## Medaglie
| Posizione | Atleta              | Nazionalità |
| --------- | ------------------- | ----------- |
| Oro       | Federica Pellegrini | Italia      |
| Argento   | Katie Ledecky       | Stati Uniti |
| Argento   | Emma McKeon         | Australia   |

## Programma
| Data           | Ora (UTC+2) | Turno      |
| -------------- | ----------- | ---------- |
| 25 luglio 2017 | 9:49        | Batterie   |
| 25 luglio 2017 | 18:44       | Semifinali |
| 26 luglio 2017 | 17:32       | Finale     |

## Record
Prima della manifestazione il record del mondo e il record dei campionati erano i seguenti.
| Record mondiale       | 1'52"98 | Federica Pellegrini Italia | 29 luglio 2009 Roma, Italia |
| Record dei campionati | 1'52"98 | Federica Pellegrini Italia | 29 luglio 2009 Roma, Italia |

Nel corso della competizione non sono stati migliorati.

## Risultati

### Batterie
| Posizione | Batteria | Corsia | Atleta                     | Nazionalità                   | Tempo   | Note  |
| --------- | -------- | ------ | -------------------------- | ----------------------------- | ------- | ----- |
| 1         | 5        | 4      | Federica Pellegrini        | Italia                        | 1'56"07 | Q     |
| 2         | 6        | 4      | Katie Ledecky              | Stati Uniti                   | 1'56"27 | Q     |
| 3         | 5        | 6      | Katinka Hosszú             | Ungheria                      | 1'56"43 | Q     |
| 4         | 4        | 4      | Emma McKeon                | Australia                     | 1'56"61 | Q     |
| 5         | 4        | 6      | Siobhán Haughey            | Hong Kong                     | 1'56"62 | Q, RN |
| 6         | 4        | 3      | Leah Smith                 | Stati Uniti                   | 1'57"04 | Q     |
| 7         | 4        | 5      | Femke Heemskerk            | Paesi Bassi                   | 1'57"06 | Q     |
| 8         | 6        | 3      | Veronika Popova            | Russia                        | 1'57"06 | Q     |
| 9         | 6        | 5      | Michelle Coleman           | Svezia                        | 1'57"15 | Q     |
| 10        | 5        | 5      | Charlotte Bonnet           | Francia                       | 1'57"34 | Q     |
| 11        | 6        | 2      | Chihiro Igarashi           | Giappone                      | 1'57"67 | Q     |
| 12        | 6        | 6      | Li Bingjie                 | Cina                          | 1'57"79 | Q     |
| 13        | 5        | 3      | Ai Yanhan                  | Cina                          | 1'58"04 | Q     |
| 14        | 5        | 2      | Katerine Savard            | Canada                        | 1'58"16 | Q     |
| 15        | 4        | 7      | Mary-Sophie Harvey         | Canada                        | 1'58"38 | Q     |
| 16        | 6        | 1      | Robin Neumann              | Paesi Bassi                   | 1'58"66 | Q     |
| 17        | 5        | 1      | Ariarne Titmus             | Australia                     | 1'58"79 |       |
| 18        | 4        | 8      | Maria Ugolkova             | Svizzera                      | 1'59"13 |       |
| 19        | 4        | 2      | Manuella Lyrio             | Brasile                       | 1'59"24 |       |
| 20        | 5        | 8      | Lee Ea-sop                 | Corea del Sud                 | 1'59"38 |       |
| 21        | 6        | 8      | Tomomi Aoki                | Giappone                      | 1'59"44 |       |
| 22        | 4        | 0      | Andrea Murez               | Israele                       | 1'59"75 |       |
| 23        | 4        | 1      | Evelyn Verrasztó           | Ungheria                      | 1'59"92 |       |
| 24        | 5        | 7      | Alice Mizzau               | Italia                        | 2'00"10 |       |
| 25        | 6        | 7      | Anastasia Guzhenkova       | Russia                        | 2'00"24 |       |
| 26        | 3        | 5      | Diana Duraes               | Portogallo                    | 2'01"48 |       |
| 27        | 6        | 0      | Signe Bro                  | Danimarca                     | 2'02"23 |       |
| 28        | 5        | 9      | Anastasia Bogdanovski      | Macedonia                     | 2'02"92 |       |
| 29        | 6        | 9      | Anna Kolářová              | Rep. Ceca                     | 2'02"99 |       |
| 30        | 3        | 7      | Mckenna de Bever           | Perù                          | 2'03"16 |       |
| 31        | 3        | 0      | Monique Olivier            | Lussemburgo                   | 2'03"26 |       |
| 32        | 3        | 3      | Helena Moreno              | Costa Rica                    | 2'03"58 |       |
| 33        | 3        | 4      | Jessica Camposano Rios     | Colombia                      | 2'04"13 |       |
| 34        | 4        | 9      | Gaja Natlačen              | Slovenia                      | 2'04"22 |       |
| 35        | 3        | 8      | Ressa Kania Dewi           | Indonesia                     | 2'05"25 |       |
| 36        | 3        | 6      | Nicole Justine Marie Oliva | Filippine                     | 2'05"55 |       |
| 37        | 3        | 2      | Gabriela Santis            | Guatemala                     | 2'06"94 |       |
| 38        | 2        | 6      | Devyn Leask                | Zimbabwe                      | 2'08"13 |       |
| 39        | 3        | 9      | Nicole Rautemberg          | Paraguay                      | 2'08"42 |       |
| 40        | 1        | 6      | Arianna Sanna              | Rep. Dominicana               | 2'08"45 |       |
| 41        | 2        | 4      | Lauren Hew                 | Isole Cayman                  | 2'08"91 |       |
| 42        | 2        | 2      | Dara Al-Bakry              | Giordania                     | 2'10"62 |       |
| 43        | 1        | 4      | Sonia Tumiotto             | Tanzania                      | 2'11"01 |       |
| 44        | 2        | 5      | Tan Chi Yan                | Macao                         | 2'11"61 |       |
| 45        | 2        | 3      | Lani Rose Cabrera          | Barbados                      | 2'11"77 |       |
| 46        | 2        | 1      | Ishani Senanayake          | Sri Lanka                     | 2'13"38 |       |
| 47        | 2        | 8      | Yusra Mardini              | Atleti Indipendenti FINA      | 2'15"80 |       |
| 48        | 1        | 5      | Diana Basho                | Albania                       | 2'22"86 |       |
| 49        | 2        | 0      | Bianca Mitchell            | Antigua e Barbuda             | 2'24"67 |       |
| 50        | 2        | 7      | Osisang Dibech Chilton     | Palau                         | 2'25"83 |       |
| 51        | 2        | 9      | Tisa Shakya                | Nepal                         | 2'29"20 |       |
| 52        | 1        | 3      | Jin Ju Thompson            | Isole Marianne Settentrionali | 2'36"47 |       |
| -         | 3        | 1      | Julia Hassler              | Liechtenstein                 | -       | DNS   |
| -         | 5        | 0      | Andreína Pinto             | Venezuela                     | -       | DNS   |

### Semifinali
| Posizione | Semifinale | Corsia | Atleta              | Nazionalità | Tempo   | Note  |
| --------- | ---------- | ------ | ------------------- | ----------- | ------- | ----- |
| 1         | 1          | 4      | Katie Ledecky       | Stati Uniti | 1'54"69 | Q     |
| 2         | 1          | 5      | Emma McKeon         | Australia   | 1'54"99 | Q     |
| 3         | 1          | 6      | Veronika Popova     | Russia      | 1'55"08 | Q, RN |
| 4         | 2          | 4      | Federica Pellegrini | Italia      | 1'55"58 | Q     |
| 5         | 2          | 5      | Katinka Hosszú      | Ungheria    | 1'55"98 | Q     |
| 6         | 2          | 3      | Siobhán Haughey     | Hong Kong   | 1'56"21 | Q, RN |
| 7         | 1          | 2      | Charlotte Bonnet    | Francia     | 1'56"28 | Q     |
| 8         | 1          | 3      | Leah Smith          | Stati Uniti | 1'56"34 | Q     |
| 9         | 2          | 6      | Femke Heemskerk     | Paesi Bassi | 1'56"50 |       |
| 10        | 2          | 1      | Ai Yanhan           | Cina        | 1'56"80 |       |
| 11        | 1          | 7      | Li Bingjie          | Cina        | 1'57"11 |       |
| 12        | 2          | 2      | Michelle Coleman    | Svezia      | 1'57"48 |       |
| 13        | 2          | 7      | Chihiro Igarashi    | Giappone    | 1'57"96 |       |
| 14        | 2          | 8      | Mary-Sophie Harvey  | Canada      | 1'58"15 |       |
| 15        | 1          | 1      | Katerine Savard     | Canada      | 1'58"46 |       |
| 16        | 1          | 8      | Robin Neumann       | Paesi Bassi | 1'58"80 |       |

### Finale
| Posizione | Corsia | Atleta              | Nazionalità | Tempo   | Note |
| --------- | ------ | ------------------- | ----------- | ------- | ---- |
|           | 6      | Federica Pellegrini | Italia      | 1'54"73 |      |
|           | 4      | Katie Ledecky       | Stati Uniti | 1'55"18 |      |
|           | 5      | Emma McKeon         | Australia   | 1'55"18 |      |
| 4         | 3      | Veronika Popova     | Russia      | 1'55"26 |      |
| 5         | 7      | Siobhán Haughey     | Hong Kong   | 1'55"96 | RN   |
| 6         | 8      | Leah Smith          | Stati Uniti | 1'56"06 |      |
| 7         | 2      | Katinka Hosszú      | Ungheria    | 1'56"35 |      |
| 8         | 1      | Charlotte Bonnet    | Francia     | 1'56"62 |      |